# PTT Global Chemical
PTT Global Chemical Public Company Limited (thailändisch พีทีที โกลบอล เคมิคอล, RTGS Phi Thi Thi Klobon Khemikhon; kurz: PTTGC) ist ein Tochterunternehmen der PTT Public Company Limited (PTT PCL). Es wurde am 19. Oktober 2011 durch den Zusammenschluss von PTT Chemical Public Company Limited und PTT Aromatics and Refining Public Company Limited geschaffen, und ist das Flaggschiff der PTT Gruppe.

## Unternehmen
PTTGC ist Thailands größtes Raffinerie- und Petrochemieunternehmen mit einer Kapazität von täglich 280.000 Barrels Schweröl und Kondensat sowie jährlich 8,75 Millionen Tonnen Olefinen und Aromaten. Durch den Zusammenschluss konnten die Produktionskosten durch die größere Kapazität sowie die Gemeinkosten bei der Herstellung von Downstream-Produkten durch das gemeinsame Management reduziert werden.
PTTGC war für zwei aufeinander folgende Jahre unter den Top 10 der Dow Jones Sustainability Indices (DJSI) und auf Platz 22 der weltweit führenden Petrochemieunternehmen der ICIS Top 100 Chemical Companies gelistet. Das Unternehmen hat sieben Hauptgeschäftsfelder. Es fokussiert sich auf Investitionen im Bereich der speziellen Chemieprodukte und umweltfreundlichen Chemikalien.
PTTGC besitzt und betreibt auch die Produktion unterstützende Einrichtungen, wie Schiffsanlegestellen und Tankfarmen für flüssige Chemikalien sowie Öl und Gas. Nebensächliche Bedeutung hat die Herstellung oder Aufbereitung und Verteilung von Elektrizität, Wasser, Dampf und anderen Betriebsmitteln.

## Produkte

### Aromaten und Downstream-Produkte
PTTGC produziert Aromaten und Downstream-Produkte in zwei Standorten in Rayong: im Industriegebiet Map Ta Phut und im RIL Industriegebiet. Die Gesamtproduktion der Aromaten, einschließlich Benzen, Cyclohexan, 1,2-Dimethylbenzol, 1,4-Dimethylbenzol, Toluen und weiteren Xylolen summiert sich auf 2.259.000 Tonnen pro Jahr.

### Olefine
PTTGC's Olefinanlagen nutzen Flüssigerdgas und Naphtha als Grundsubstanz, um bei den Rohmaterialien flexibel zu sein. Die Hauptprodukte sind Ethylen, Propylen, Mixed C4 und Pyrolysebenzin.

### Raffinerie-Produkte
PTTGCs Raffinerie kann täglich 280.000 Barrels Schweröl und Kondensate verarbeiten und täglich 228.000 Barrels hochwertige Petroleumprodukte herstellen. Die Produkte lassen sich in drei Gruppen aufteilen:
- Schwere Destillate, wie Schweröl
- Mittlere Destillate, wie Kerosin und Diesel
- Leichte Destillate, wie Flüssiggas, Naphtha und Alkane

Die Crude Refining Unit ist ein Raffineriekomplex mit Hydrocracker- und Visbreaker-Anlagen, die Rohöl in mittlere Destillate auftrennen kann, einschließlich reformierten Kohlenwasserstoffen für die Auftrennung in Aromaten. Sie hat eine Kapazität von 145.000 Barrels/Tag.
Die Condensate Splitter Units 1 and 2 produzieren reformierte Kohlenwasserstoffe für die Aromatenherstellung sowie andere Petroleumprodukte, wie leichtes Naphtha, Flüssiggas und Kondensatrückstände. Sie haben eine Kapazität von 70.000 bzw. 65.000 Barrels/Tag.

### Polymere
PTTGCs qualitativ hochwertige Polymere werden nach internationalen Normen in umweltfreundlichen Fertigungsanlagen hergestellt. Diese werden von der verarbeitenden Industrie für eine große Anzahl von Plastikprodukten benötigt. Das Produktportfolio ist wie folgt:
- 42 Varianten von HDPE
- 9 Varianten von LDPE
- 11 Varianten von LLDPE
- 7 Varianten von PS

PTTGC war der erste Polymerhersteller Thailands, der das Carbon Footprint Label von der Thailand Greenhouse Gas Management Organization für die gesamte Produktpalette von den oben genannten 69  Polymervarianten erhielt.
Das niederländische Tochterunternehmen der PTTGC hält 85 % der Anteile des französischen Chemieunternehmens Vencorex, wodurch seine Position im Downstream-Polyurethan-Markt gestärkt wird. Dadurch kann es Toluol-2,4-diisocyanat (TDI) und Hexamethylendiisocyanat (HDI) sowie ähnliche Chemikalien herstellen, um den asiatischen Markt zu bedienen. Diese Chemikalien können zu Polyurethanen weiterverarbeitet werden, die man für Schaumstoffe und Beschichtungen für den Automobilbau und das Bauwesen benötigt.

## Strategische Planung
Das US-amerikanische Tochterunternehmen der PTTGC plant, 100 Millionen Dollar für die ingenieursmäßige Detailkonstruktion eines modernen Crackers auf einem Gelände der Mead Township am Westufer des Ohio River in Belmont County, Ohio zu investieren. Es wird ein Jahr in Anspruch nehmen, die Machbarkeit mithilfe von zwei Konsortien von Ingenieursdienstleistungen nachzuweisen, die von Bechtel Enterprises Holdings Inc und Fluor Corporation angeführt werden, um ein Front-End Engineering Design und Kostenvoranschläge zu erstellen. Der Bau würde anschließend eine Multi-Milliarden-Investition erfordern. Der Ethan-Cracker soll Ethan, das in der Marcellus-Formation und Utica Shale Formation in Ohio gefördert wird in Ethylen zerlegen, das ein Ausgangsprodukt für viele Kunststoffe und Kunstharze ist. PTTGC will seinen Investmentplan bis 2016 oder 2017 abschließen. Sollte das Projekt durchgeführt werden, wird der Bau des Ethan-Crackers etwa 3½ Jahre dauern.
PTTGC will den externen Verkauf und den Export seiner Upstream-Produkte reduzieren, in dem es mehr in verarbeitende Anlagen investiert. Eine Milliarde Dollar wurden für eine Generalüberholung des Map Ta Phut retrofit Projekts in Rayong bereitgestellt, das von Ethangas auf Naphtha umgestellt wird. 80 % des Naphthas wurden bisher an die innovativerere Siam Chemicals Group verkauft oder exportiert. Die Umstellung wird PTTGCs Olefinwerke in die Lage versetzen, eine größere Bandbreite von Chemikalien herzustellen, z. B. Polyethylen, Ethylenglycol und Ethylenoxid, Butadien und Polystyren.
PTTGC will 3 % seines Erlöses für Forschung und Entwicklung investieren. Es will den Anteil von hochwertigen Endprodukten von derzeit 4 % innerhalb von zehn Jahren auf 20 % steigern. PTTGC wird zum Beispiel in einem Joint-Venture ein Bio-Plastik-Industriegelände errichten mit einem voraussichtlichen Budget von 5 Milliarden Baht (143 Millionen Dollar). Das Gelände wird in Mittelthailand liegen, wo Zuckerrohr angebaut wird und daraus Zucker hergestellt wird, der anschließend zu Ethanol umgewandelt wird, wobei Elektrizität in einem Biomasse-Kraftwerk gewonnen und einem Bio-Plastik-Werk weiterverarbeitet wird.